# Vincent Bueno
 (février 2020).
Vincent Bueno (née Vincent Mendoza Bueno le 10 décembre 1985) est un compositeur et interprète Austro-philippin.

## Biographie
Vincent Bueno commence sa carrière artistique par la danse à l'âge de 4 ans et sait déjà jouer de quatre instruments, à savoir le piano, la guitare, la batterie et la basse, dès ses 11 ans. Il est diplômé en musique et en théâtre du Conservatoire de Musique de Vienne. En janvier 2008, il remporte le programme musical autrichien Musical ! Die Show. D'origines autrichienne et philippine, ce ténor fait sa première représentation à la télé philippine en août 2010 puis signe un contrat avec Star Record pour poursuivre sa carrière musicale dans le pays.

## Eurovision 2020
Vincent Bueno a été désigné en interne par la chaîne de télévision ORF pour représenter l'Autriche au Concours Eurovision de la chanson 2020 à Rotterdam aux Pays-Bas. Son titre, Alive, a été dévoilée en mars 2020. Cependant, à la suite de la pandémie de COVID-19, le concours Eurovision de la chanson 2020 est annulé. Il représentera tout de même l'Autriche au concours Eurovision de la chanson 2021 avec la chanson Amen.